# Nottonville
Nottonville est une commune française située dans le département d'Eure-et-Loir en région Centre-Val de Loire.

## Géographie

### Situation
La commune est traversée par la Conie, affluent du Loir. Deux bras se rejoignent à Nottonvile : La Conie haute qui vient de la commune de Varize et La Conie basse qui passe par le lieu-dit Pontault puis par La Chenardière vers Courbehaye.
Ensuite, elle suit son cours en traversant une étendue appelée La Goure de Spoy, puis les Raffaults jusqu'au lieu-dit Vallières avant de passer par la commune de Conie-Molitard. La Conie basse est une résurgence de la nappe de Beauce, elle s'étalait autrefois en un marécage vers les bois de La Chenardière. Le lit actuel a été creusé à la main, entre les deux guerres afin d'éradiquer les moustiques et de protéger les ouvriers agricoles saisonniers.

### Communes limitrophes
| Villiers-Saint-Orien |             | Courbehaye         |
| Conie-Molitard       | Nottonville | Cormainville       |
| Civry                | Varize      | Bazoches-en-Dunois |

### Hameaux et lieux-dits

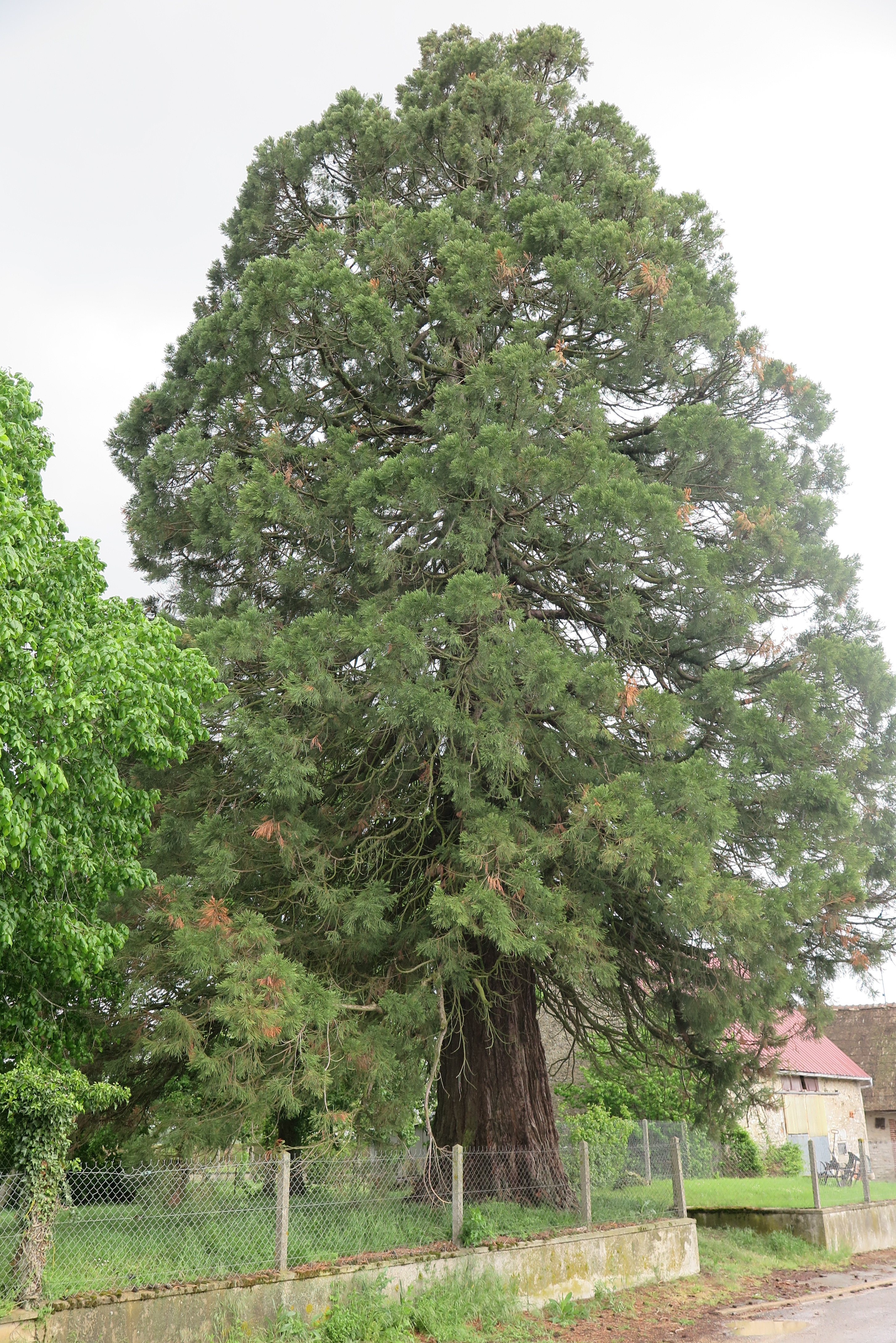
Sequoia remarquable, hameau du Bois.

- Le Bois ;
- Pontault ;
- Réclainville ;
- Secouray.

### Hydrographie

#### Goure de Spoy
La Goure (ou le Gour) de Spoy est située sur la commune de Nottonville, au sud de la ferme de Spoy. C'est un bassin profond de 8 à 10 mètres où il semble que les eaux d'amont des deux vallées des Conies se rassemblent en une sorte de réservoir.
Le nom est tiré de l'association de celui de la ferme de Spoy, écart de la commune voisine de Civry, et de "goure", qui peut être reproché de "gouffre"[réf. incomplète].
Si les deux Conies amonts (la Conie du Sud ou Conie de Varize, et la Conie du Nord ou Rau la Conie, résurgences  de la nappe de Beauce) sont intermittentes, ce n'est qu'à partir de la Goure de Spoy que la Conie se fait pérenne, et mérite alors totalement le nom de rivière affluente du Loir.
On en déduit que la Goure est également alimentée souterrainement par une troisième source souterraine locale, qui assure la pérennité du débit aval.

### Climat
Pour des articles plus généraux, voir Climat du Centre-Val de Loire et Climat d'Eure-et-Loir.
En 2010, le climat de la commune est de type climat océanique dégradé des plaines du Centre et du Nord, selon une étude du CNRS s'appuyant sur une série de données couvrant la période 1971-2000. En 2020, Météo-France publie une typologie des climats de la France métropolitaine dans laquelle la commune est exposée à un climat océanique altéré et est dans la région climatique  Moyenne vallée de la Loire, caractérisée par une bonne insolation (1 850 h/an) et un été peu pluvieux. 
Pour la période 1971-2000, la température annuelle moyenne est de 10,6 °C, avec une amplitude thermique annuelle de 15,4 °C. Le cumul annuel moyen de précipitations est de 633 mm, avec 10,9 jours de précipitations en janvier et 7,4 jours en juillet. Pour la période 1991-2020, la température moyenne annuelle observée sur la station météorologique de Météo-France la plus proche, sur la commune de Pré-Saint-Évroult à 9 km à vol d'oiseau, est de 11,3 °C et le cumul annuel moyen de précipitations est de 592,2 mm,. Pour l'avenir, les paramètres climatiques de la commune estimés pour 2050 selon différents scénarios d'émission de gaz à effet de serre sont consultables sur un site dédié publié par Météo-France en novembre 2022.

## Urbanisme

### Typologie
Au 1er janvier 2024, Nottonville est catégorisée commune rurale à habitat très dispersé, selon la nouvelle grille communale de densité à 7 niveaux définie par l'Insee en 2022.
Elle est située hors unité urbaine et hors attraction des villes,.

### Occupation des sols
L'occupation des sols de la commune, telle qu'elle ressort de la base de données européenne d’occupation biophysique des sols Corine Land Cover (CLC), est marquée par l'importance des territoires agricoles (88,3 % en 2018), une proportion sensiblement équivalente à celle de 1990 (88,4 %). La répartition détaillée en 2018 est la suivante : 
terres arables (88,3 %), forêts (6,4 %), zones humides intérieures (5,2 %). L'évolution de l’occupation des sols de la commune et de ses infrastructures peut être observée sur les différentes représentations cartographiques du territoire : la carte de Cassini (XVIIIe siècle), la carte d'état-major (1820-1866) et les cartes ou photos aériennes de l'IGN pour la période actuelle (1950 à aujourd'hui).

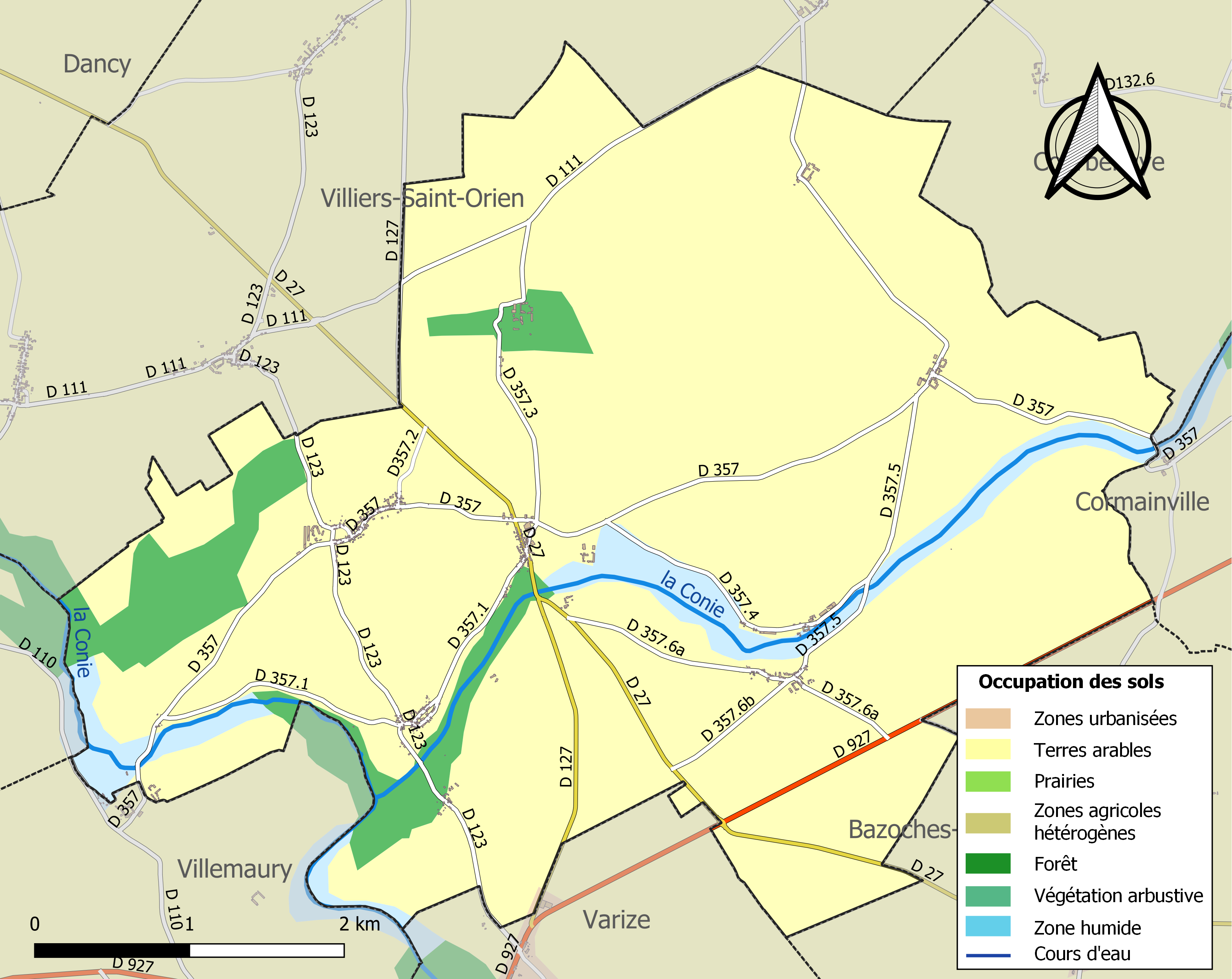
Carte des infrastructures et de l'occupation des sols de la commune en 2018 (CLC).

### Risques majeurs
Le territoire de la commune de Nottonville est vulnérable à différents aléas naturels : météorologiques (tempête, orage, neige, grand froid, canicule ou sécheresse), inondations, mouvements de terrains et séisme (sismicité très faible). Il est également exposé à un risque technologique, le transport de matières dangereuses. Un site publié par le BRGM permet d'évaluer simplement et rapidement les risques d'un bien localisé soit par son adresse soit par le numéro de sa parcelle.

#### Risques naturels
Certaines parties du territoire communal sont susceptibles d’être affectées par le risque d’inondation par débordement de cours d'eau, notamment la Conie et la Conie. La commune a été reconnue en état de catastrophe naturelle au titre des dommages causés par les inondations et coulées de boue survenues en 1999 et 2013,.

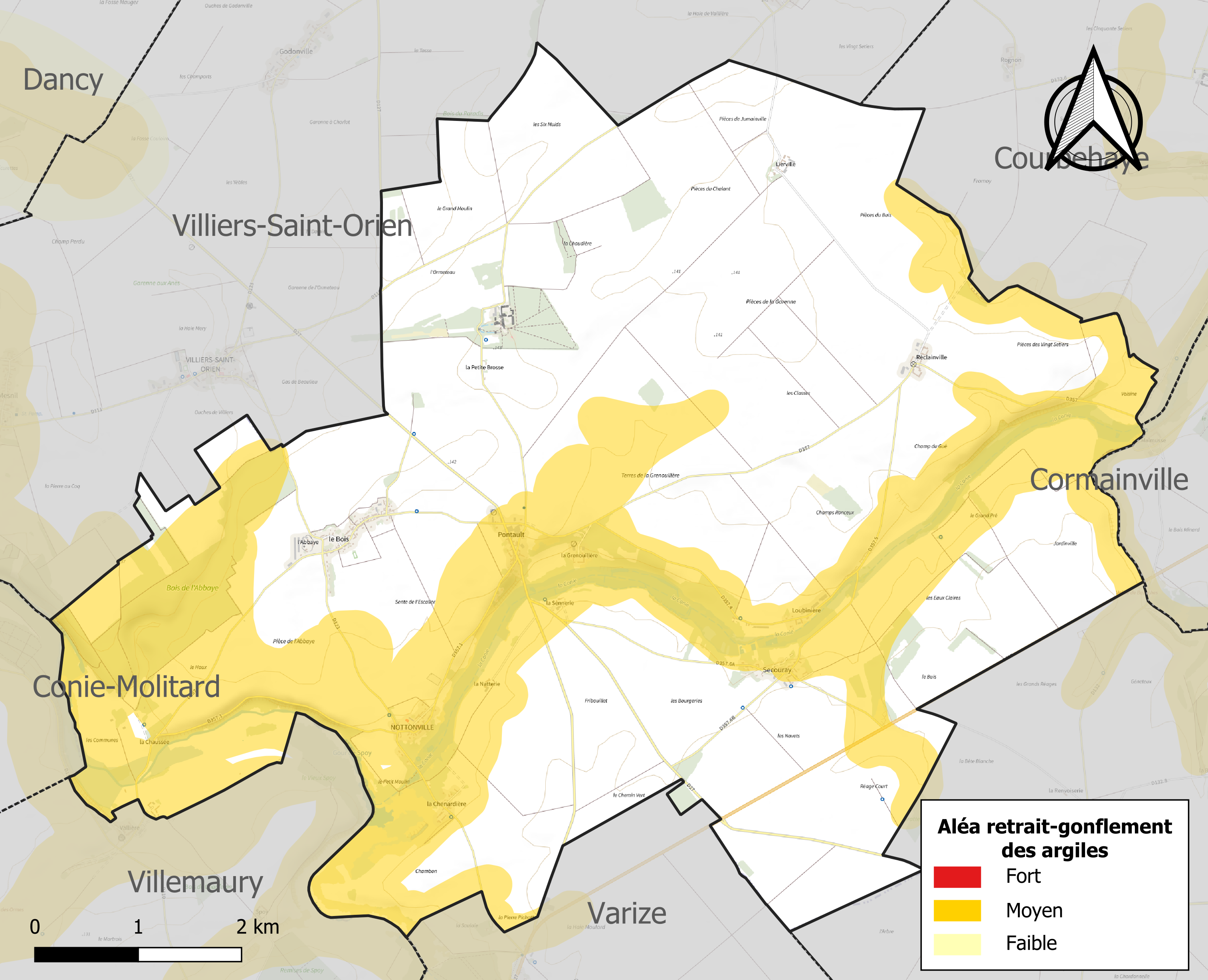
Carte des zones d'aléa retrait-gonflement des sols argileux de Nottonville.

Les mouvements de terrains susceptibles de se produire sur la commune sont des affaissements et effondrements liés aux cavités souterraines. L'inventaire national des cavités souterraines permet de localiser celles situées sur la commune.
Le retrait-gonflement des sols argileux est susceptible d'engendrer des dommages importants aux bâtiments en cas d’alternance de périodes de sécheresse et de pluie. 36,6 % de la superficie communale est en aléa moyen ou fort (52,8 % au niveau départemental et 48,5 % au niveau national). Sur les 196 bâtiments dénombrés sur la commune en 2019, 149 sont en aléa moyen ou fort, soit 76 %, à comparer aux 70 % au niveau départemental et 54 % au niveau national. Une cartographie de l'exposition du territoire national au retrait gonflement des sols argileux est disponible sur le site du BRGM,.
Concernant les mouvements de terrains, la commune a été reconnue en état de catastrophe naturelle au titre des dommages causés par des mouvements de terrain en 1999.

#### Risques technologiques
Le risque de transport de matières dangereuses sur la commune est lié à sa traversée par des infrastructures routières ou ferroviaires importantes ou la présence d'une canalisation de transport d'hydrocarbures. Un accident se produisant sur de telles infrastructures est en effet susceptible d’avoir des effets graves au bâti ou aux personnes jusqu’à 350 m, selon la nature du matériau transporté. Des dispositions d’urbanisme peuvent être préconisées en conséquence.

## Toponymie
Le nom de la localité est attesté sous les formes Villa Nantonensis et Nantona villa en 1080, Nantonville en 1178, Nothonville en 1736.
Du bas latin Nantul fundum, Nanto, nom de personne d'origine gauloise, et villa, « domaine rural ». D'après la forme Nantona villa de 1080.

## Histoire
En 1890, le hameau de Pontault subit un important incendie. Le sinistre détruit la localité et fait plusieurs victimes.

## Politique et administration

### Liste des maires
| Période                                  | Période      | Identité       | Étiquette | Qualité              |
| ---------------------------------------- | ------------ | -------------- | --------- | -------------------- |
| 1858                                     | 1858         | Lucien Méry    |           |                      |
| 1971                                     | 2001         | Bernard Pousse |           |                      |
| Mars 2001                                | Juillet 2020 | Jacky Tessier  | SE        | Agriculteur retraité |
| Juillet 2020                             | En cours     | Mathilde Weill |           |                      |
| Les données manquantes sont à compléter. |              |                |           |                      |

## Population et société

### Démographie
L'évolution du nombre d'habitants est connue à travers les recensements de la population effectués dans la commune depuis 1793. Pour les communes de moins de 10 000 habitants, une enquête de recensement portant sur toute la population est réalisée tous les cinq ans, les populations de référence des années intermédiaires étant quant à elles estimées par interpolation ou extrapolation. Pour la commune, le premier recensement exhaustif entrant dans le cadre du nouveau dispositif a été réalisé en 2005.

En 2022, la commune comptait 283 habitants, en évolution de −7,52 % par rapport à 2016 (Eure-et-Loir : −0,23 %, France hors Mayotte : +2,11 %).
| 1793 | 1800 | 1806 | 1821 | 1831 | 1836 | 1841 | 1846 | 1851 |
| ---- | ---- | ---- | ---- | ---- | ---- | ---- | ---- | ---- |
| 547  | 594  | 587  | 686  | 662  | 690  | 680  | 727  | 740  |

| 1856 | 1861 | 1866 | 1872 | 1876 | 1881 | 1886 | 1891 | 1896 |
| ---- | ---- | ---- | ---- | ---- | ---- | ---- | ---- | ---- |
| 780  | 710  | 731  | 700  | 662  | 624  | 614  | 610  | 614  |

| 1901 | 1906 | 1911 | 1921 | 1926 | 1931 | 1936 | 1946 | 1954 |
| ---- | ---- | ---- | ---- | ---- | ---- | ---- | ---- | ---- |
| 564  | 568  | 540  | 499  | 510  | 508  | 465  | 475  | 493  |

| 1962 | 1968 | 1975 | 1982 | 1990 | 1999 | 2005 | 2006 | 2010 |
| ---- | ---- | ---- | ---- | ---- | ---- | ---- | ---- | ---- |
| 437  | 400  | 343  | 325  | 275  | 252  | 276  | 274  | 313  |

| 2015 | 2020 | 2022 | - | - | - | - | - | - |
| ---- | ---- | ---- | - | - | - | - | - | - |
| 307  | 283  | 283  | - | - | - | - | - | - |

## Économie
Stores-et-rideaux.com est une PME française de commerce en ligne, créée en 2011 à Nottonville.

## Culture locale et patrimoine

### Lieux et monuments

#### Ancienne abbaye du Bois
L'ancienne abbaye du Bois,  Classé MH (1988), est un prieuré, seule construction attestée, fortifié du Xe siècle situé à la sortie du lieu-dit le Bois en direction du lieu-dit Vallières. Elle possède une porte encadrée de deux tours avec des meurtrières et une trace de pont-levis, ainsi qu'une porte massive en chêne, restaurée récemment.
Elle fut bâtie par les moines de Marmoutier qui établirent, sur les restes d'une résidence d'époque carolingienne, un prieuré dès le XIe siècle. Le logis prioral date du XVe siècle et comprend une charpente en bateau inversé.
Dans la cour on trouve un grand colombier, révélateur de la richesse du domaine des moines (le nombre de nids autorisés était dépendant de l'étendue du domaine). Le logis aurait servi de grange dîmière.

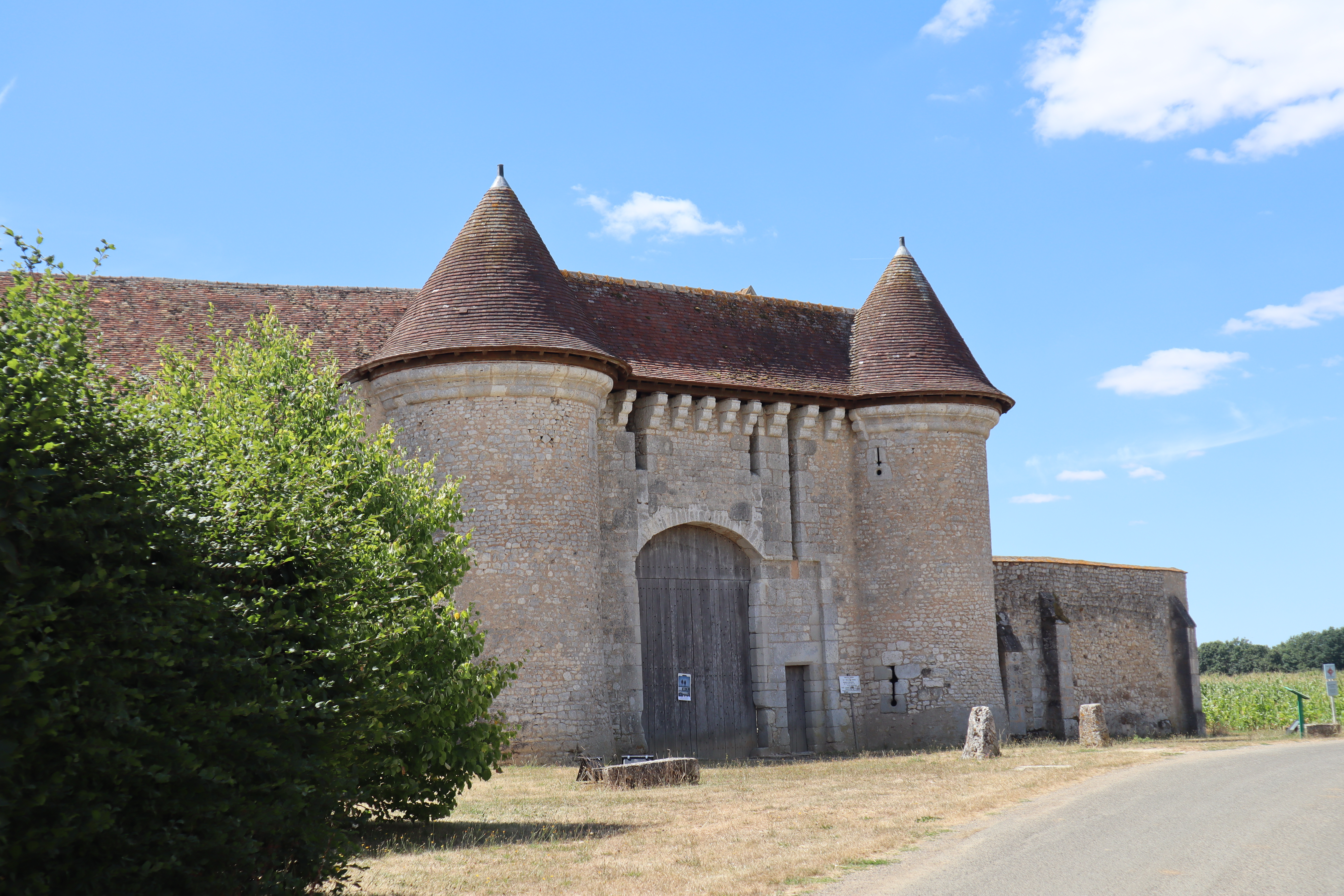
L'entrée.
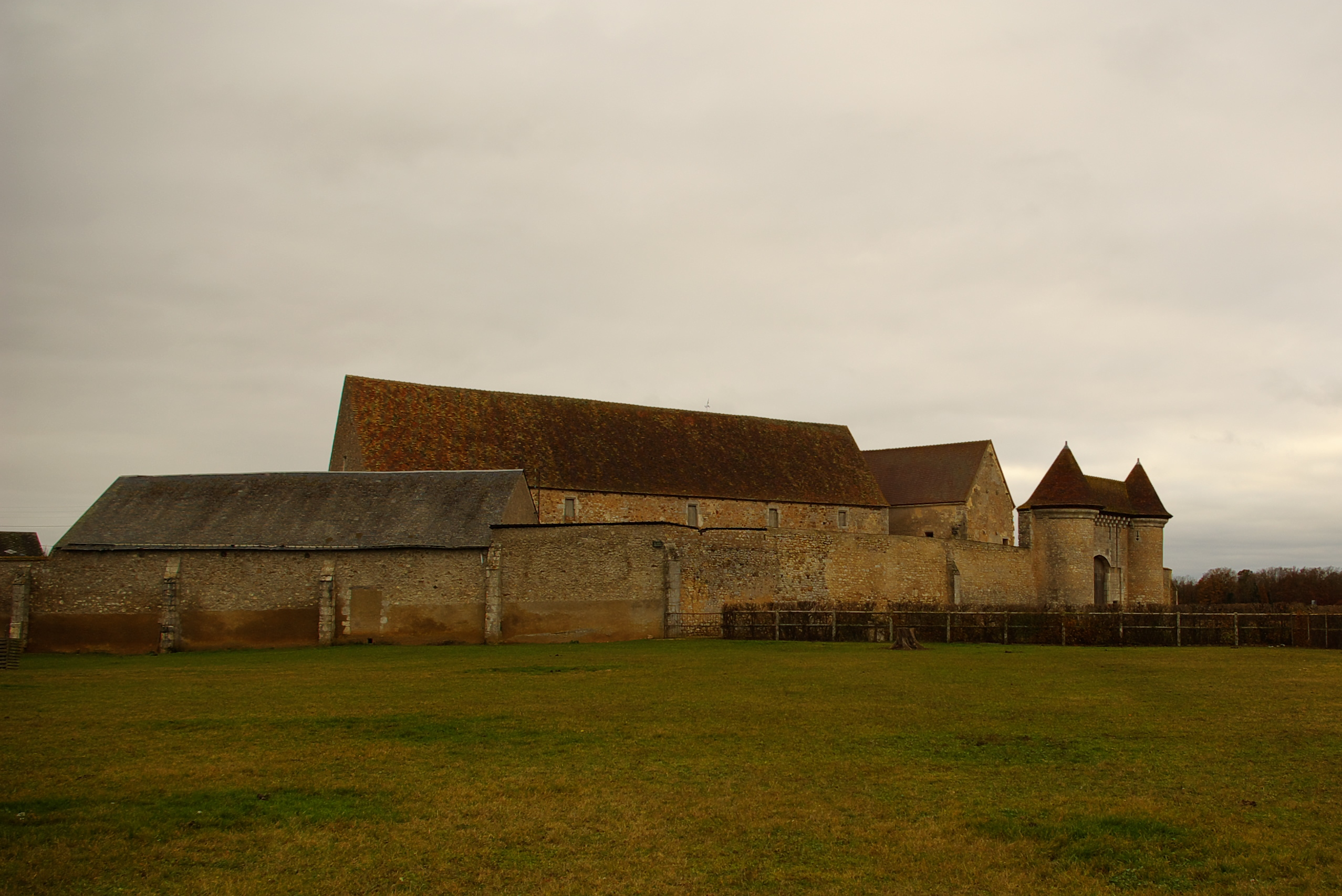
Vue générale.
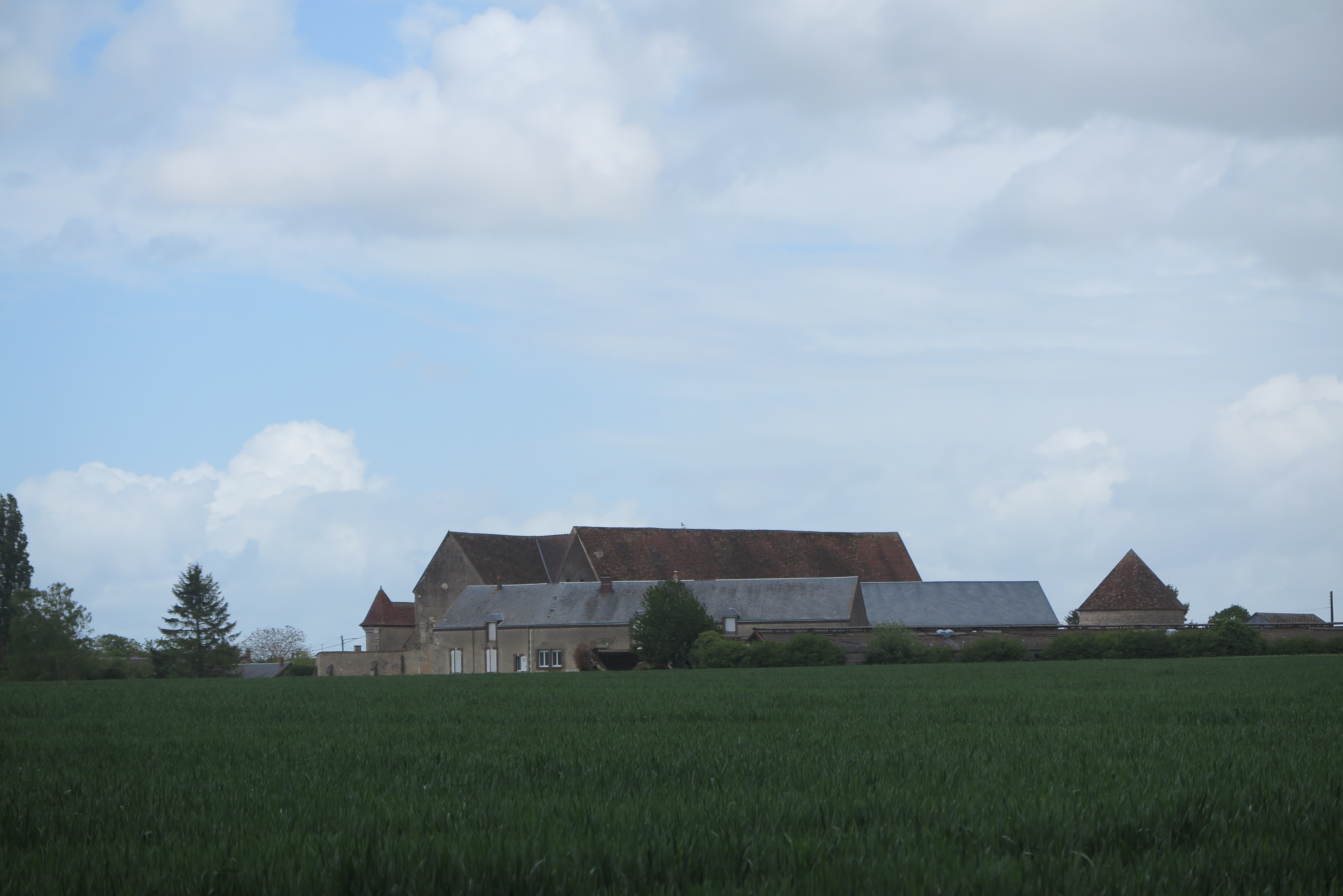
L'abbaye, depuis Villiers-Saint-Orien.

#### Château de La Brosse

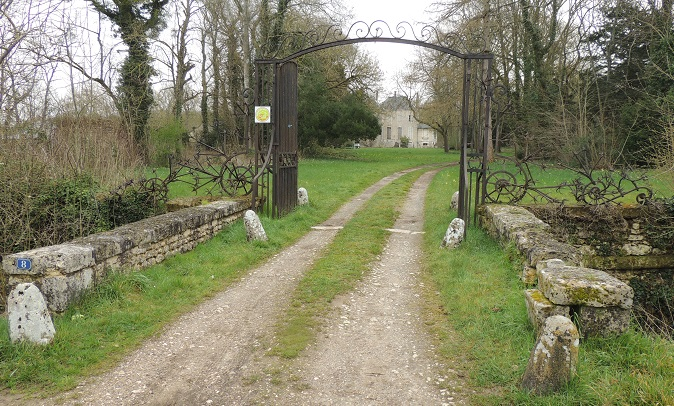
Le château de la Brosse.

Le château de La Brosse,  Inscrit MH (1990), date du XVIIe siècle. En 1755, l'ancien fermier général Jean François de la Borde (également usufruitier de la seigneurie de Mémillon) l'acquiert moyennant 200 000 livres, il y finit ses jours. 
Il brûle au XIXe siècle. Les communs, la cour et une tourelle demeurent les seuls vestiges d'époque de ce château.

#### Église Saint-Pierre
L'église Saint-Pierre, quant à elle date du XIVe siècle. Elle est située à Nottonville même en face de la mairie. Son clocher en charpente du XVIIe siècle a été restauré à la suite de la tempête de 1999.

#### Site castral de Nottonville
Château puissamment fortifié du vicomte de Chartres, dont l’élément principal était un donjon-tour maçonné quadrangulaire haut d’une vingtaine de mètres dont il ne reste plus que les fondations, auquel est accolé un bâtiment aulique encore en élévation. Logis avec salles de plain-pied.

#### Mégalithes

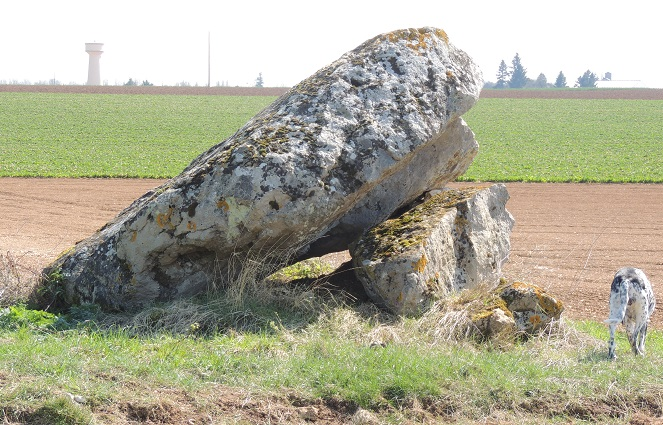
Dolmen du Palet de Gargantua.

- Dolmen effondré dit Le Palet de Gargantua sur la route entre Pontault et le château de La Brosse.
- Dolmens et polissoirs entre Le Bois et Vallières.
- Polissoir (déplacé) dit de La Pierre Saint Martin devant la ferme de La Natterie.

#### Maisons en rouche
- Nombreuses maisons en rouche (roseau local), notamment le long de la rue des Chaumières en face de l'église. Précédemment, les roselières étaient largement exploitées. De ce passé, témoigne la présence sur la commune d'une fabrique de stores, aujourd'hui en tissu et mécaniques.